# Campagna della Malesia
La campagna della Malesia si svolse tra l'8 dicembre 1941 e il 31 gennaio 1942 nella Malesia britannica, tra le truppe dell'Impero giapponese e quelle dell'Impero britannico, nell'ambito della seconda guerra mondiale nell'oceano Pacifico. Le operazioni furono inizialmente collegate all'invasione giapponese della Thailandia e si conclusero con la vittoria delle truppe nipponiche. La conseguente occupazione giapponese del territorio malese, che durò fino alla fine della seconda guerra mondiale, aprì la strada alla strategicamente fondamentale conquista di Singapore. L'invasione avvenne a poche ore dall'attacco di Pearl Harbor, con il quale i giapponesi trascinarono gli Stati Uniti nella guerra del Pacifico, teatro orientale della seconda guerra mondiale.
La lunga occupazione giapponese favorì in Malesia la nascita di un forte movimento indipendentista che porterà nel secondo dopoguerra alla rivolta e alla conseguente indipendenza del Paese. Tutte le varie battaglie terrestri videro la sconfitta delle truppe del Commonwealth ed un largo uso delle biciclette da parte delle truppe giapponesi, comunque ben dotate anche di mezzi corazzati. La campagna fu disastrosa per gli Alleati sotto tutti i punti di vista, riuscendo a rallentare in modo irrilevante l'avanzata giapponese nonostante avessero a proprio favore una forte preponderanza numerica di truppe.

## Situazione strategica
Nel periodo tra la prima e la seconda guerra mondiale, la strategia militare dell'Impero britannico fu caratterizzata dall'incapacità di fare previsioni a medio termine. I piani del governo britannico consistettero soprattutto nello stazionamento di una potente flotta presso la base navale di Singapore per prevenire attività ostili del nemico, con il duplice intento di difendere da una parte i possedimenti britannici del lontano oriente, dall'altra le rotte verso l'Australia. La forte presenza navale fu anche ritenuta un valido deterrente contro possibili aggressioni. Tuttavia nel 1940 il comandante militare in Malesia, generale Lionel Bond, ammise che la difesa di Singapore era subordinata alla difesa dell'intera penisola e che la sola base navale non sarebbe stata sufficiente a costituire un valido deterrente per l'invasione giapponese. La strategia difensiva si basò su due ipotesi fondamentali: che ci sarebbe stato un sufficiente preavviso prima di un attacco nemico che avrebbe consentito l'invio di rinforzi per le truppe britanniche, e che ci sarebbe stato un pronto aiuto da parte delle truppe statunitensi in caso di attacco. Alla fine del 1941 divenne ovvio che nessuna delle due ipotesi aveva fondamento reale.
Una volta che la seconda guerra mondiale ebbe inizio, la Gran Bretagna ed il Medio Oriente ebbero le maggiori priorità per la dislocazione di uomini e mezzi. L'auspicato rinforzo delle forze aeree malesi da 300 a 500 aerei non fu mai portato a termine. Mentre i giapponesi misero in campo circa 200 carri armati, le truppe britanniche ne erano totalmente sprovviste.
Il comando britannico aveva piani avanzati per la preventiva invasione del sud della Thailandia, chiamata con il nome in codice di Operazione Matador, per prevenire l'approdo dei mezzi giapponesi, ma tale operazione non fu mai messa in pratica.

## L'invasione

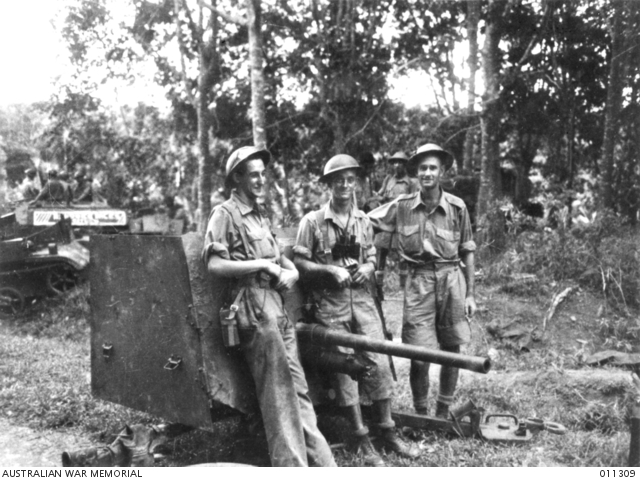
Soldati australiani accanto al loro cannone anticarro da 2 libbre

Il 6 dicembre una ricognizione aerea britannica scoprì la flotta giapponese nel Golfo del Siam, ma il cattivo tempo impedì di rivelare i suoi successivi movimenti verso l'obiettivo. Fu comunque ordinato all'incrociatore da battaglia britannico HMS Repulse di annullare il trasferimento in Australia e ritornare subito a Singapore. La flotta fu nuovamente avvistata il giorno dopo da un aereo da pattugliamento marittimo Catalina della RAF, che venne abbattuto da cinque caccia Nakajima Ki-27 prima di riuscire a segnalarla alla base. I sette membri dell'equipaggio furono le prime vittime della guerra del Pacifico.

### Sbarchi in Thailandia
Il primo obiettivo della flotta fu l'invasione della Thailandia, punto di partenza per le conseguenti campagne di Malesia e di Birmania. Pur essendo potenziale alleato dei giapponesi, la cui mediazione quello stesso anno aveva aiutato i thai a conquistare vasti territori con la guerra franco-thailandese, il governo di Bangkok fu avvisato solo due ore prima dell'attacco in quanto il comando giapponese temeva di perdere l'effetto sorpresa.
Nel giro di poche ore, nella notte tra il 7 e l'8 dicembre, truppe giapponesi oltrepassarono il confine terrestre tra Thailandia e Cambogia e molte raggiunsero le coste con svariati sbarchi lungo la penisola malese. Molte delle truppe da sbarco furono destinate alla campagna birmana, mentre la maggior parte di quelle destinate alla campagna di Malesia giunsero sulle spiagge di Pattani e Songkhla alle ore 0:25 (ore 16:55 del 7 dicembre secondo il Meridiano di Greenwich), precedendo di 1 ora e mezza l'attacco di Pearl Harbor. Appena il governo thai fu in grado di riunirsi, ordinò alle proprie truppe un cessate il fuoco che divenne effettivo verso mezzogiorno.

### Sbarco a Kota Bahru
Inizialmente, l'unico sbarco giapponese in Malesia ebbe luogo nella prima mattina dell'8 dicembre nella zona di Kota Bharu con circa 5 200 uomini del 25º corpo d'armata dell'Esercito imperiale, la maggior parte delle quali veterani della seconda guerra sino-giapponese. Lo sbarco fu preceduto da un bombardamento avvenuto alle 00:30 dell'8 dicembre, 48 minuti prima dell'attacco di Pearl Harbor. Appena furono gettate le ancore al largo della costa, cominciarono le operazioni di sbarco. Date le condizioni del tempo avverse, diverse scialuppe affondarono e molti soldati affogarono. Le prime scialuppe sbarcarono alle 00:45.
Durante la battaglia, molte furono le perdite inflitte ai giapponesi dall'aviazione Alleata, che riuscì anche ad affondare una delle tre navi che avevano trasportato le truppe. All'alba, le forze aeree giapponesi decollate dalle basi in Indocina condussero contro le basi aeree britanniche in Malesia e Singapore un raid nel quale morirono 60 persone al primo bombardamento.
Nel frattempo, malgrado il fuoco nemico, al termine di una dura battaglia i giapponesi riuscirono a completare lo sbarco, che avvenne nei pressi del locale aeroporto militare in mano alla RAF, e ad aprirsi un varco tra le forze difensive Alleate, composte principalmente da truppe indiane. Costrette a ripiegare nell'aeroporto, le truppe Alleate tentarono invano di contrattaccare e verso il tramonto, dopo innumerevoli perdite in entrambi gli schieramenti, si ritirarono definitivamente verso sud. Il giorno successivo, i giapponesi occuparono Kota Bahru dopo aver costretto alla rotta uno spiegamento di forze che contava inizialmente su 20 000 soldati.

### Operazione Krohcol
Informati sugli sbarchi giapponesi e dopo aver rinunciato all'operazione Matador (la prevista invasione britannica della Thailandia che anticipasse quella giapponese), i britannici varcarono la frontiera malese con la Thailandia l'8 dicembre con tre colonne, la più importante delle quali era quella detta Krohcol. L'obiettivo era quello di bloccare la strada che da Pattani portava in Malesia facendo saltare una collina adiacente e creare problemi alle truppe giapponesi sbarcate in quella zona.
L'avanzata delle truppe alleate fu frenata da reparti della Reale polizia thailandese che ingaggiarono battaglia dopo aver appena finito di combattere contro i giapponesi a Pattani in virtù del cessate il fuoco imposto da Bangkok. Il ritardo fu fatale agli Alleati, che giunsero sull'obiettivo solo poche ore prima dei giapponesi non riuscendo a far saltare la collina. La successiva battaglia vide la colonna Krohcol soccombere alle soverchianti forze nemiche dopo 2 giorni di resistenza e costretta a ritirarsi dopo aver subito pesanti perdite.

### Affondamento della Prince of Wales e della Repulse
L'affondamento della corazzata HMS Prince of Wales e dell'incrociatore da battaglia HMS Repulse, avvenuto il 10 dicembre 1941 presso le isole Anambas, ebbe conseguenze disastrose per gli Alleati. Uniche unità da battaglia della marina britannica nel Pacifico, erano considerate essenziali per contrastare i giapponesi, che con la loro perdita poterono dominare quella fase del conflitto navale. L'aviazione navale giapponese le colpì ripetutamente, causandone l'affondamento e un elevato numero di perdite umane.

### Trasferimento delle truppe giapponesi dalla Thailandia
Non appena la Thailandia chiese la resa, le truppe sbarcate in Thailandia del 15º corpo d'armata e del 143º reggimento si diressero a nord per la campagna di Birmania e rimpiazzarono la Guardia imperiale, che si unì al 25º corpo d'armata per l'invasione della Malesia, ai comandi del generale Tomoyuki Yamashita. Entro la mattina del 10 dicembre, la 5ª Divisione nipponica si era già portata verso la costa ovest e aveva attraversato il confine della Malesia, avanzando su due strade fino a Kedah. Prima dell'invasione, i giapponesi avevano addestrato ribelli malesi che fornirono assistenza e fecero da guida alle truppe nipponiche in Malesia.

### Avanzata giapponese
Durante i primi due giorni, i giapponesi distrussero circa un terzo della aviazione britannica. Nel prosieguo della campagna poterono quindi contare su una superiorità aerea schiacciante. Al comando del generale Yamashita, le forze d'invasione furono divise in tre colonne, l'occidentale fu impiegata lungo la ferrovia che porta a Singapore, l'orientale lungo la ferrovia tra Kota Bharu e Gemas e quella centrale con funzioni di raccordo. Inizialmente i comandanti britannici erano persuasi di poter bloccare facilmente l'avanzata giapponese verso Singapore, distante 500 km dai luoghi di sbarco a Kota Bahru, ma la realtà sarà ben diversa. Quando venivano bloccati dal nemico, i giapponesi si inoltravano nella giungla, che spianavano con i carri armati, o organizzavano uno sbarco. Riuscirono a superare presto la linea Bopham, composta da una serie di opere difensive organizzate a nord del fiume Perak. Il 19 dicembre conquistarono Penang, importante isola che ospitava una base aeronavale britannica. Il 23 si impadronirono di Taiping ed il 29 di Ipoh, famosa per l'estrazione dello stagno. Verso metà gennaio le colonne si allinearono lungo l'asse Kuala Lampur-Kuantan.
La colonna occidentale proseguì verso Port Dickson e Città di Malacca, che furono raggiunte senza troppi ostacoli. La marcia degli invasori fu rapida al punto che riuscirono ad impossessarsi di importanti strutture come depositi e raffinerie ancora intatte. I britannici tentarono invano un contrattacco e improvvisarono poi una linea difensiva all'altezza di Gemas. I giapponesi riuscirono a superare in fretta anche questo ostacolo, entrarono nel sultanato di Johor ed il 31 gennaio occuparono Johor Bahru. Il generale Gordon Bennett, comandante delle forze Alleate, fece saltare quella stessa mattina il ponte che portava all'isola di Singapore, dove i difensori si organizzarono per reggere l'assedio giapponese. La campagna di Malesia era stata completata in cinquanta giorni, durante i quali le truppe giapponesi avevano percorso 500 km.